# Europaspiele 2023/Teilnehmer (Island)
| Gelbes Symbol für Goldmedaillen mit stilisierten Olympischen Ringen | Graues Symbol für Silbermedaillen mit stilisierten Olympischen Ringen | Braundes Symbol für Bronzemedaillen mit stilisierten Olympischen Ringen |
| ------------------------------------------------------------------- | --------------------------------------------------------------------- | ----------------------------------------------------------------------- |
| —                                                                   | —                                                                     | —                                                                       |

Island nahm mit 38 Athleten an den Europaspielen 2023 in Krakau teil.

## Teilnehmer nach Sportarten

### Badminton
- Davíð Bjarni Björnsson
- Kristófer Darri Finnsson

### Bogenschießen
- Marín Aníta Hilmarsdóttir

### Fechten
- Andri Nikolaysson Mateev
- Gunnar Egill Ágústsson
- Sævar Baldur Lúðvíksson

### Leichtathletik
| Team   | Wettbewerb  | Wettbewerb | Punkte | Punkte | Punkte | Punkte | Punkte | Punkte | Punkte     | Punkte    | Punkte    | Punkte      | Punkte           | Punkte      | Punkte    | Punkte     | Punkte     | Punkte         | Punkte     | Punkte     | Punkte     | Punkte | Rang |
| Team   | Wettbewerb  | Wettbewerb | 100 m  | 200 m  | 400 m  | 800 m  | 1500 m | 5000 m | 110 m Hü.* | 400 m Hü. | 4 × 100 m | 4 × 400 m** | 3000 m Hindernis | Kugelstoßen | Speerwurf | Hammerwurf | Diskuswurf | Stabhochsprung | Hochsprung | Dreisprung | Weitsprung | Gesamt | Rang |
| ------ | ----------- | ---------- | ------ | ------ | ------ | ------ | ------ | ------ | ---------- | --------- | --------- | ----------- | ---------------- | ----------- | --------- | ---------- | ---------- | -------------- | ---------- | ---------- | ---------- | ------ | ---- |
| Island | 2. Division | Männer     | 10     | 11     | 1      | 5      | 11     | 6      | 3          | 11        | 7         | 1           | 5                | 9           | 7         | 0          | 14         | 4              | 5          | 15         | 9          | 246,5  | 14   |
| Island | 2. Division | Frauen     | 6      | 3      | 2      | 9      | 2      | 8      | 1          | 3         | 7         | 1           | 10               | 14          | 8         | 7          | 5          | 8              | 4,5        | 7          | 8          | 246,5  | 14   |

* Die Frauen traten über 100 m Hürden, statt 110 m Hürden an.
** Die 4 × 400 m waren ein Mixed-Wettkampf.

#### Einzelresultate
| Wettbewerb       | Männer                                                                                      | Männer          | Männer | Männer      | Frauen                                                                                               | Frauen          | Frauen | Frauen      |
| Wettbewerb       | Athlet                                                                                      | Ergebnis        | Rang   | Rang Gesamt | Athletin                                                                                             | Ergebnis        | Rang   | Rang Gesamt |
| ---------------- | ------------------------------------------------------------------------------------------- | --------------- | ------ | ----------- | --- | --------------- | ------ | ----------- |
| 100 m            | Kolbeinn Höður Gunnarsson                                                                   | 10,51 s NR      | 07     | 23          | Guðbjörg Jóna Bjarnadóttir                                                                           | 11,70 s SB      | 11     | 28          |
| 200 m            | Kolbeinn Höður Gunnarsson                                                                   | 20,98 s         | 06     | 14          | Guðbjörg Jóna Bjarnadóttir                                                                           | 24,13 s         | 14     | 32          |
| 400 m            | Sæmundur Ólafsson                                                                           | 48,63 s PB      | 16     | 40          | Ingibjörg Sigurðardóttir                                                                             | 58,52 s         | 15     | 40          |
| 800 m            | Baldvin Magnússon                                                                           | 1:50,50 min PB  | 12     | 30          | Aníta Hinriksdóttir                                                                                  | 2:03,33 min SB  | 08     | 20          |
| 1500 m           | Baldvin Magnússon                                                                           | 3:43,38 min     | 06     | 19          | Elín Sóley Sigurbjörnsdóttir                                                                         | 4:38,43 min PB  | 15     | 37          |
| 5000 m           | Hlynur Andrésson                                                                            | 14,27,80 min SB | 11     | 32          | Andrea Kolbeinsdóttir                                                                                | 16:32,42 min PB | 09     | 25          |
| 110/100 m Hürden | Ísa Óli Traustason                                                                          | 15,07 s         | 14     | 32          | Birna Kristín Kristjánsdóttir                                                                        | 14,71 s         | 16     | 35          |
| 400 m Hürden     | Ívar Kristinn Jasonarson                                                                    | 51,68 s PB      | 06     | 22          | Ingibjörg Sigurðardóttir                                                                             | 1:02,27 min     | 14     | 33          |
| 3000 m Hindernis | Hlynur Andrésson                                                                            | 9:13,26 min SB  | 12     | 32          | Andrea Kolbeinsdóttir                                                                                | 10:08,85 min NR | 07     | 21          |
| 4 × 100 m        | Gylfi Ingvar Gylfason Kristófer Þorgrímsson Dagur Andri Einarsson Kolbeinn Höður Gunnarsson | 40,27 s NR      | 10     | 24          | Birna Kristín Kristjánsdóttir Júlía Kristín Jóhannesdóttir Eir Hlésdóttir Guðbjörg Jóna Bjarnadóttir | 46,69 s SB      | 10     | 25          |
| Kugelstoßen      | Guðni Valur Guðnason                                                                        | 18,21 m         | 08     | 25          | Erna Sóley Gunnarsdóttir                                                                             | 16,93 m         | 03     | 09          |
| Speerwurf        | Dagbjartur Daði Jónsson                                                                     | 72,00 m         | 10     | 19          | Arndís Diljá Óskarsdóttir                                                                            | 48,57 m PB      | 09     | 24          |
| Hammerwurf       | Hilmar Örn Jónsson                                                                          | NM              | NM     | NM          | Guðrún Karítas Hallgrímsdóttir                                                                       | 58,49 m         | 10     | 27          |
| Diskuswurf       | Guðni Valur Guðnason                                                                        | 63,34 m         | 03     | 05          | Hera Christensen                                                                                     | 45,69 m         | 12     | 31          |
| Stabhochsprung   | Þorleifur Einar Leifsson                                                                    | 4,00 m          | 13     | 33          | Karen Sif Ársælsdóttir                                                                               | 3,45 m          | 09     | 29          |
| Hochsprung       | Elías Óli Hilmarsson                                                                        | 2,02 m          | 12     | 29          | Eva María Baldursdóttir                                                                              | 1,73 m          | =12    | =30         |
| Dreisprung       | Daníel Ingi Egilsson                                                                        | 15,82 m         | 02     | 12          | Irma Gunnarsdóttir                                                                                   | 12,69 m         | 10     | 26          |
| Weitsprung       | Daníel Ingi Egilsson                                                                        | 7,48 m          | 08     | 21          | Irma Gunnarsdóttir                                                                                   | 6,03 m          | 09     | 25          |

| Wettbewerb | Mixed                                                                               | Mixed          | Mixed | Mixed       |
| Wettbewerb | Athleten                                                                            | Ergebnis       | Rang  | Rang Gesamt |
| ---------- | ----------------------------------------------------------------------------------- | -------------- | ----- | ----------- |
| 4 × 400 m  | Kolbeinn Höður Gunnarsson Eir Hlésdóttir Sæmundur Ólafsson Ingibjörg Sigurðardóttir | 3,29,99 min SB | 16    | 36          |

### Schießen
- Hákon Þór Svavarsson

### Taekwondo
- Ingibjörg Erla Grétarsdóttir